# Pont de la Combe Pradier
Le pont de la Combe Pradier est une construction de l'Antiquité romaine, située à Remoulins. Ce pont-aqueduc est l'un des éléments de l'aqueduc de Nîmes. 

## Historique
Comme l'ensemble de l'aqueduc de Nîmes, la construction du pont de Pradier date du Ier siècle, entre l'an 40 et l'an 80, sous le règne de l'empereur Claude. Au cours du Moyen Âge, la plus petite des arches a servi d'abri pour un four à chaux.
Le pont de la Combe Pradier, comme l'ensemble de la structure de l'aqueduc de Nîmes sur la commune de Remoulins, est inscrit au titre des monuments historiques, depuis le 13 janvier 1998.

## Description
La construction en petit appareil est doublée d'une épaisseur en moellons. Le canal n'est plus apparent de nos jours. Il reste actuellement la structure support, comportant une arche de 4 mètres sur 2 mètres, doublée d'une arche plus petite, partiellement comblée par le temps. L'ensemble du pont faisait, initialement, une vingtaine de mètres de long. 